# Дуссафу (нефтяное месторождение)
Дуссафу, Дуссафу-Марин (англ. Dussafu Marin) — нефтяное месторождение в Габоне. Открыто в 2011 году.
Месторождение имеет солевую структуру. Под солью расположено нижнепермские продуктивные горизонты Гамба и Денталь.
Оператором месторождение является американская нефтяная компания Harvest Natural Resources.